# Brattnevet
Brattnevet (norwegisch für Steile Landspitze) ist eine Landspitze im Gebiet der Larsemann Hills an der Ingrid-Christensen-Küste des ostantarktischen Prinzessin-Elisabeth-Lands. Sie liegt östlich der Quilty Bay. 
Ihre deskriptive Benennung erfolgte offenbar im Zuge der norwegischen Lars-Christensen-Expedition 1936/37. Das Composite Gazetteer of Antarctica enthält unter nahezu identischen Geokoordinaten eine Halbinsel, die dort unter dem Namen Huaxi Bandao (chinesisch 花溪半島) verzeichnet ist.
Brattnevet ist Typlokalität des sehr seltenen Minerals Chopinit.